# HT 마크
HT마크는 대한민국 내에서 최초로 이루어진 연구개발의 성과 또는 도입 기술을 적용한 새로운 보건의료 신기술에 부여하는 마크다.

## 같이 보기
- GH 마크